# Charles Heycock
Charles Thomas Heycock (* 21. August 1858; † 3. Juni 1931) war ein englischer Chemiker (Physikalische Chemie, Metallurgie).
Heycock studierte am King’s College der Universität Cambridge, war dort Lecturer und Goldsmith´s Reader für Metallurgie. 
In Cambridge arbeitete er eng mit Francis Henry Neville (1847–1915) an experimenteller Forschung zu Legierungen. Sie bestimmten das erste genaue Phasendiagramm einer Nicht-Eisen-Legierung, dem Kupfer-Zinn-System. Dabei benutzten sie ein Mikroskop und neuartige Platin-Widerstands-Thermometer für hohe Temperaturen, entwickelt von Ernest Griffiths und Henry Callendar in Cambridge. Heycock hatte ein gemeinsames Labor mit Neville im Garten des Sidney Sussex College von 1884 bis zur Emeritierung von Neville 1908.
1920 erhielt er die Davy-Medaille. Er war Fellow der Royal Society.